# Kataliza przeniesienia międzyfazowego
Kataliza przeniesienia międzyfazowego – PTC – (ang. Phase Transfer Catalysis) jest metodą prowadzenia reakcji chemicznej z udziałem anionów i niepolarnych reagentów organicznych.
Proces prowadzi się w układzie heterofazowym (w dwóch niemieszających się z sobą rozpuszczalnikach). Aniony generowane są z umiarkowanie mocnych kwasów organicznych działaniem roztworów wodorotlenków metali alkalicznych lub też stałych zasad, takich jak wodorotlenki lub węglany metali alkalicznych. Stężenie użytego wodorotlenku powinno być proporcjonalne do mocy użytego kwasu. Do reakcji użyć można również "gotowych" anionów nieorganicznych w postaci soli. Transport reagentów pomiędzy niemieszającymi się ze sobą fazami zapewniają katalizatory przeniesienia międzyfazowego, najczęściej czwartorzędowe sole amoniowe.
Aniony organiczne wytwarzane są na granicy faz. Katalizator wstępuje w wymianę jonową z utworzoną solą anionu, w wyniku czego powstaje para jonowa, która dyfunduje w głąb fazy organicznej, gdzie anion może wstępować w reakcje z obecnymi w układzie reagentami elektrofilowymi.
W zależności od struktury anionu oraz reagenta elektrofilowego, w układzie tym można prowadzić wiele rodzajów reakcji, jak np. alkilowanie i cykloalkilowanie, kondensacja Darzensa, reakcja Michaela itd.
W układzie tym możliwe jest również generowanie dihalokarbenów poprzez oderwanie protonu z atomu węgla połączonego z halogenem i następne odszczepienie atomu halogenu z powstałego α-halogenokarboanionu (α-eliminacja).
Metoda ta wykazuje szereg zalet w porównaniu z metodami tradycyjnymi. Wyeliminowana została konieczność stosowania bezwodnych reagentów i rozpuszczalników, gdyż stężone roztwory zasady wykazują właściwości odwadniające. Karboaniony znajdujące się w środowisku reakcyjnym wykazują wyższą nukleofilowość, gdyż występują one w postaci soli tetraalkiloamoniowych, w których oddziaływanie kation-anion ma charakter jedynie elektrostatyczny. Stężenie wytworzonego karboanionu nie przekracza stężenia katalizatora, często nie jest więc konieczne stosowanie rozpuszczalników lub stosowane one są w niewielkiej ilości.
PTC jest bardzo dobra z punktu widzenia zielonej chemii, z uwagi na możliwość wyeliminowania lotnych rozpuszczalników organicznych w trakcie prowadzenia reakcji.